# Michio Watanabe
Pour les articles homonymes, voir Watanabe.
Michio Watanabe (渡辺 美智雄, Watanabe Michio), né le 28 juillet 1923 à Ōtawara dans la préfecture de Tochigi et mort le 15 septembre 1995 des suites d'un cancer du pancréas, est un homme politique japonais, figure du Parti libéral-démocrate (PLD, grand parti conservateur au pouvoir pratiquement sans discontinuer depuis sa création en 1955) des années 1970 au début des années 1990. Plusieurs fois membre du Cabinet, il a été notamment ministre des Finances du Japon de 1980 à 1982 et ministre des Affaires étrangères ainsi que vice-Premier ministre de 1991 à 1993. Il fut député à la Chambre des représentants, la chambre basse de la Diète du Japon, pour l'ancien 1er district de Tochigi (soit la moitié nord de la préfecture) de 1963 à son décès. 

## Études et carrière professionnelle
Fils d'un soldat, il est orphelin de mère à l'âge de dix jours et est élevé par un oncle et une tante dans une ferme de la préfecture de Tochigi. 
Il est diplômé du Collège de commerce de Tokyo (devenu par la suite l'université Hitotsubashi) en 1942. Il travaille par la suite pour le quotidien Yomiuri Shinbun avant de devenir conseiller fiscal. Membre d'abord du Parti libéral (centre-droit conservateur) puis du Parti libéral-démocrate (PLD) à sa création en 1955, il entame sa carrière politique cette même année. 

## Carrière politique

### Mandats électifs
- 1955 - 1963 : élu à l'Assemblée préfectorale de la préfecture de Tochigi.
- 1963 - 1995 : député à la Chambre des représentants du Japon pour l'ancien 1er district de Tochigi.

### Fonctions gouvernementales
- 1976 - 1977 : ministre de la Santé et des Affaires sociales dans le gouvernement de Takeo Fukuda.
- 1978 - 1979 : ministre de l'Agriculture, des Forêts et de la Pêche dans le premier gouvernement de Masayoshi Ōhira.
- 1980 - 1982 : ministre du Trésor (i.e. des Finances) dans le gouvernement de Zenkō Suzuki. Confronté à une situation budgétaire de plus en plus préoccupante à partir de novembre 1982, marquée par une baisse des revenus de la fiscalité et une dette publique atteignant pour la première fois les 90 billions de yens, il est l'un des premiers à mettre en garde contre cette situation et à juger nécessaire le recours à une gestion de crise et de rigueur des finances publiques. Il déclare ainsi que : « il sera nécessaire tôt ou tard de proclamer quelque chose du style d'un état d'urgence budgétaire ». Cet appel, un temps repris par le Premier ministre et par les médias, ne donne pourtant suite à aucune réforme tandis que Watanabe quitte rapidement après son poste au Trésor[1].
- 1985 - 1986 : ministre du Commerce extérieur et de l'Industrie dans le deuxième gouvernement de Yasuhiro Nakasone. Il doit faire face à une montée spectaculaire du yen face au dollar américain, et dit son sentiment partagé face à l'accumulation toujours frénétique de richesses par l'archipel, ce qu'il qualifie de « phénomène plaisant et, en même temps, embarrassant »[2].
- 1991 - 1993 : vice-Premier ministre et ministre des Affaires étrangères du gouvernement de Kiichi Miyazawa. Il doit démissionner en avril 1993 pour raison de santé.

### Au sein du PLD

#### Fonctions exécutives
- 1987 - 1989 : Président du Conseil de recherche politique, et donc de facto le numéro trois du parti derrière le président (et Premier ministre) Noboru Takeshita et le secrétaire général Shintarō Abe. Il est, à ce poste, tout particulièrement responsable de l'élaboration du programme politique du mouvement.

#### Factions et positionnement interne
Il commence à se faire remarquer réellement en 1973. Il fonde alors avec d'autres jeunes députés, dont l'écrivain Shintarō Ishihara, très critiques à l'égard de la politique de Kakuei Tanaka (et notamment de sa diplomatie de rapprochement avec la Chine populaire) et préoccupés par la progression électorale du Parti communiste japonais, le club-politique inter-faction du Conseil de la Maison bleue (青嵐会, Seiran-kai). Ils partagent une volonté de renouvellement politique, un fort anti-communisme, un conservatisme voire traditionalisme, leurs positions de faucons en matière de politique étrangère (notamment hostiles à la république populaire de Chine et proches de Taïwan) et nationalistes. Cette création est marquée par un pacte de sang passé entre ses membres. Michio Watanabe résume le but de ce groupe dans un appel lancé aux autres membres du parti : « Laissez-nous changer les choses à la barre. Le PLD doit retourner à ses principes conservateurs et mener un combat décisif contre les communistes »,. 
Ce groupe se constitue en 1979 en faction à part entière, l'Association des compagnons pour une réforme libérale (自由 革新 同友会, Jiyū-kakushin dōyūkai). Mais après le suicide d'Ichirō Nakagawa, son président, en janvier 1983, ce groupe se dissout progressivement et disparaît définitivement en 1984. Michio Watanabe fonde pour sa part en 1981 un autre groupe de réflexion inter-faction, baptisé Onchikai, regroupant une cinquantaine de parlementaires. Il lui permet d'obtenir une forte influence au sein du parti. Il rejoint plus tard, tout en gardant la tête de l’Onchikai, l'Institut de recherche scientifique pour la politique (政策科学研究所, Seisaku Kagaku Kenkyūjo). Il s'agit d'une autre grande faction conservatrice et anti-Tanaka, celle du Premier ministre (de 1982 à 1987) reaganien Yasuhiro Nakasone. Il succède en 1990 à Yasuhiro Nakasone en tant que dirigeant de ce qui est désormais appelé la « faction Watanabe ». À ce titre, il est candidat à deux reprises à la présidence du PLD (et donc au poste de Premier ministre la première fois, puis de chef de l'opposition pour la seconde), mais est battu les deux fois : la première le 27 octobre 1991 par 120 voix contre 285 à Kiichi Miyazawa, et la seconde le 30 juillet 1993 par 159 voix contre 208 à Yōhei Kōno. Il tente par la suite un rapprochement avec le Shinseitō de Tsutomu Hata et Ichirō Ozawa, deux dissidents conservateurs-libéraux et réformateurs du PLD ayant rejoint une coalition anti-libérale démocrate et anti-communiste au pouvoir depuis août 1993. Leur but est de former une nouvelle majorité orientée vers une politique inspirée de la révolution conservatrice de Margaret Thatcher et Ronald Reagan et d'écarter du gouvernement le Parti socialiste japonais (PSJ). Mais cette alliance n'a jamais lieu, et si une Grande coalition unissant PLD et PSJ arrive finalement au pouvoir, Watanabe ne rejoint pas, contrairement à plusieurs membres de sa faction, le nouveau grand parti libéral et réformateur formé dans l'opposition par Ichirō Ozawa et l'ancien Premier ministre Toshiki Kaifu. Il reste jusqu'à son décès chef du Seisaku Kagaku Kenkyūjo et un membre influent du PLD. 

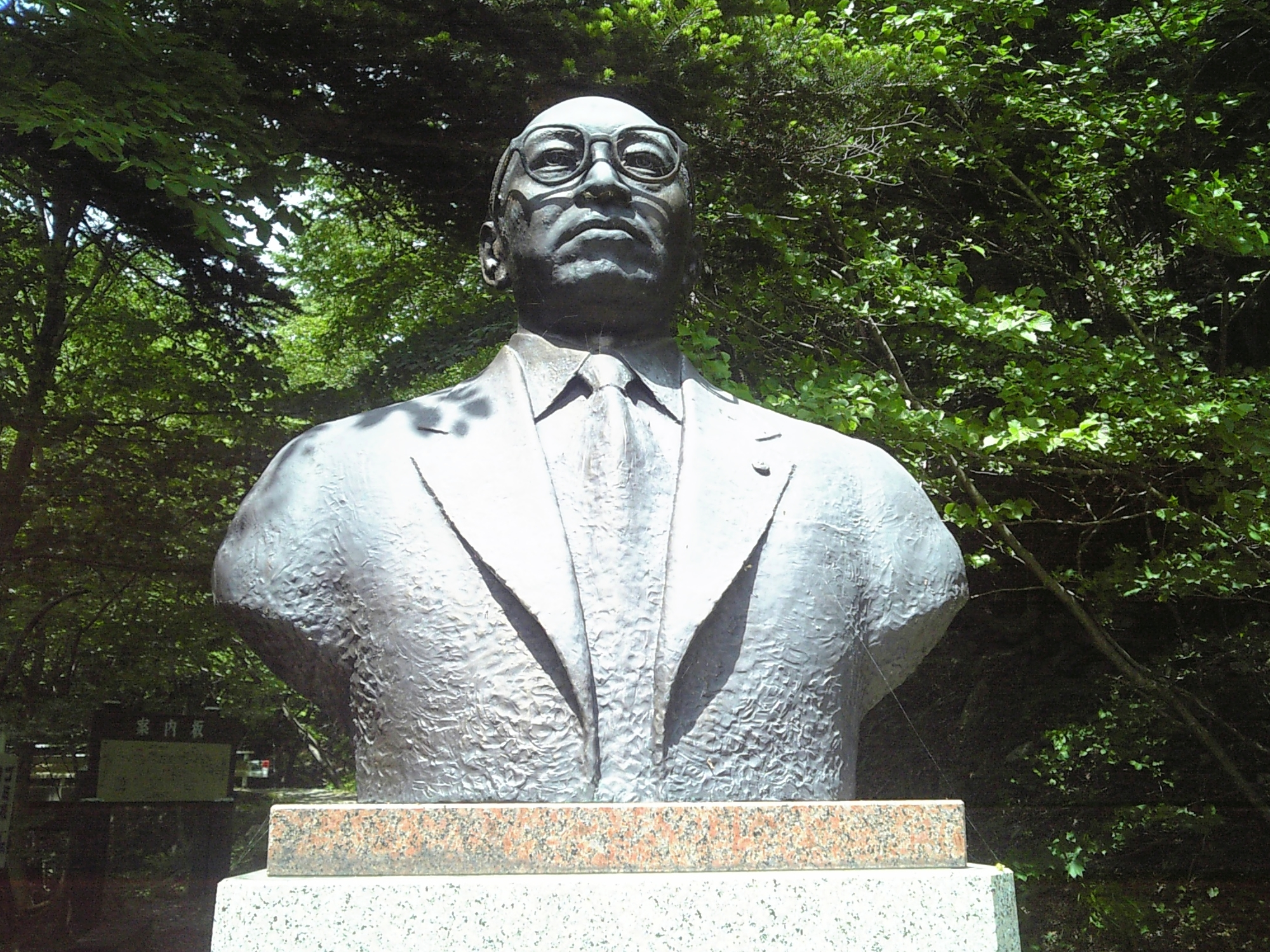
Buste de Michio Watanabe au Shiobara Onsen

Il s'est fait remarquer tout au long de sa carrière politique pour son sens de l'humour, son franc-parler et ses prises de position tranchées l'amenant souvent jusqu'au dérapage verbal. Ainsi en 1988 provoque-t-il une levée de boucliers aux États-Unis pour avoir dit que les « Noirs américains sont généralement endettés et ne sont pas gênés d'aller jusqu'à la banqueroute »,. Il a également déclaré que les Chinois vivaient toujours dans des grottes ou que les Coréens étaient pleinement consentant concernant la signature du traité d'annexion de la Corée en 1910. Malgré ces déclarations fracassantes, souvent sources de tension avec les voisins asiatiques du Japon et pour lesquelles il s'est par la suite excusé, il s'est également fait remarquer durant les derniers mois de sa vie en 1995 pour avoir pris la tête d'une délégation ayant pour but de normaliser les relations avec le régime de Pyongyang et ayant abouti à la promesse d'un envoi de 300 000 tonnes de riz à la Corée du Nord dans le cadre d'une aide humanitaire.

## Famille
Son épouse Sumiko lui a donné deux fils, Yoshimi qui lui a succédé en politique et Michiaki, ainsi qu’une fille, Miyuki. Il avait au moment de son décès en 1995 sept petits-enfants. 